# Phaeoporotheleum revivescens
Phaeoporotheleum revivescens är en svampart som först beskrevs av Berk. & M.A. Curtis, och fick sitt nu gällande namn av W.B. Cooke 1961. Phaeoporotheleum revivescens ingår i släktet Phaeoporotheleum och familjen Cyphellaceae.   Inga underarter finns listade i Catalogue of Life.